# Lenguas de Anguila

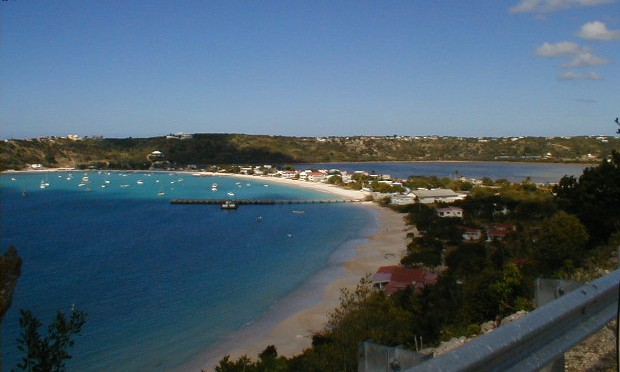
Con vistas a Sandy Ground, Anguila.

Hoy en día, la mayoría de la gente en Anguila habla una variedad de inglés estándar con influencia británica. También se hablan otros idiomas en la isla, incluyendo variedades de español, chino y los idiomas de otros inmigrantes. Sin embargo, el idioma más común que no es el inglés estándar es el idioma criollo lexificador en inglés de la isla (que no debe confundirse con criollo antillano ('criollo francés'), hablado en islas francesas como Martinica y Guadalupe). Se hace referencia localmente por términos como "dialecto" (pronunciado "dialek"), Anguilla Talk o "Anguillian".Tiene sus raíces principales en variedades tempranas de lenguas inglesa y africana occidental, y es similar a los dialectos hablados en las islas de habla inglesa a lo largo del Caribe oriental, en términos de sus características estructurales y en la medida de ser considerado un solo idioma.
Los lingüistas que están interesados en los orígenes de los criollos de Anguila y otros criollos del Caribe señalan que algunas de sus características gramaticales se remontan a las lenguas africanas, mientras que otras se remontan a los idiomas europeos. Se identificaron tres áreas como importantes para la identificación de los orígenes lingüísticos de los migrantes forzados que llegaron antes de 1710: la Costa del Oro, la Costa de los esclavos y la Costa de Barlovento.
La información sociohistórica de los archivos de Anguila sugiere que los africanos y los europeos formaron dos comunidades lingüísticas distintas, pero quizás superpuestas, en las primeras fases de la colonización de la isla. Se cree que "Anguillian" surgió como el lenguaje de las masas con el paso del tiempo, la esclavitud fue abolida y los lugareños comenzaron a verse a sí mismos como "pertenecientes" a la sociedad de Anguillian.